# Lonchaea seitneri
Lonchaea seitneri is een vliegensoort uit de familie van de Lonchaeidae. De wetenschappelijke naam van de soort is voor het eerst geldig gepubliceerd in 1928 door Hendel.